# Вахрушев Євген Андрійович
Євген Андрійович Вахрушев (рос. Евгений Андреевич Вахрушев; 4 вересня 1982, м. Іжевськ, СРСР) — російський хокеїст, захисник. Виступає за «Торос» (Нефтекамськ) у Вищій хокейній лізі.
Вихованець хокейної школи «Іжсталь» (Іжевськ). Виступав за «Іжсталь» (Іжевськ), «Динамо-Енергія» (Єкатеринбург).
Досягнення
- Чемпіон ВХЛ (2012).